# Ральф-Раймар Вольфрам
Ральф-Раймар Вольфрам (нім. Ralf-Reimar Wolfram; 31 березня 1912, Вільгельмсгафен — 9 лютого 1945, Північне море) — німецький офіцер-підводник, корветтен-капітан крігсмаріне.

## Біографія
1 квітня 1930 року вступив на флот. З 15 жовтня 1942 по 16 жовтня 1943 року — командир підводного човна U-108, на якому здійснив 3 походи (разом 115 днів у морі). 19 квітня 1943 року потопив американський торговий пароплав Robert Gray водотоннажністю 7176 тонн, який перевозив 8600 тонн загальновійськових запасів; всі 62 члени екіпажу загинули. З 9 грудня 1943 року — командир U-864. 7 лютого 1945 року вийшов у свій останній похід. 9 лютого U-864 був потоплений в Північному морі західніше Бергена (60°46′ пн. ш. 04°35′ сх. д.) торпедою британського підводного човна Вентурер. Всі 73 члени екіпажу загинули.

## Звання
- Кандидат в офіцери (1 квітня 1930)
- Морський кадет (10 жовтня 1930)
- Фенріх-цур-зее (1 січня 1932)
- Оберфенріх-цур-зее (1 квітня 1934)
- Лейтенант-цур-зее (1 жовтня 1934)
- Оберлейтенант-цур-зее (1 червня 1936)
- Капітан-лейтенант (1 червня 1939)
- Корветтен-капітан (1 червня 1943)

## Нагороди
- Медаль «За вислугу років у Вермахті» 4-го класу (4 роки)
- Залізний хрест 2-го класу